# Roppongi
Roppongi (六本木?) è un quartiere di Minato, Tokyo, in Giappone. È particolarmente noto per le Roppongi Hills (dove sorge il Mori Tower, il grattacielo che sovrasta la zona), per i numerosi night club e per essere meta di numerosi turisti ed immigrati occidentali, sebbene la maggior parte dei visitatori e dei residenti sia giapponese. Il distretto è situato nella parte meridionale del cerchio descritto dalla Linea Yamanote, confina a sud con il distretto di Akasaka e corrisponde alla parte settentrionale dell'area di Azabu.

## Storia
Il nome "Roppongi", che venne usato per la prima volta attorno al 1660, significa letteralmente "sei alberi". Una leggenda, infatti, racconta che il nome fu coniato per via del fatto che, durante il periodo Edo, vissero in quella zona sei daimyō, i quali avevano come nome un kanji (ideogramma) contenente la parola "albero". Roppongi non era eccessivamente popolata prima del periodo Meiji, sebbene l'area fosse da secoli luogo di traffici, scelto nel 1626 per cremare la moglie dello shogun Tokugawa Hidetada.
Nel 1890, la Terza Guardia dell'Esercito imperiale giapponese fu inviata in una zona non lontana da Roppongi (ora sede nel Pacifico del giornale delle Forze armate degli Stati Uniti Stars and Stripes). La massiccia presenza di soldati trasformò l'area in un luogo per la vita notturna, a parte il periodo immediatamente successivo al Grande terremoto del Kantō del 1923, che rase al suolo la zona. Roppongi fece parte del quartiere speciale di Azabu dal 1878 al 1947.
Dopo la Seconda guerra mondiale, durante la quale il distretto venne nuovamente distrutto a causa dei raid aerei, l'esercito statunitense e gli ufficiali del governo instaurato temporaneamente dagli Alleati occuparono diverse zone strategiche, tra cui Roppongi. Alcune grandi basi, tra cui Hardy Barracks, vennero collocate nell'area circostante. Per via della presenza militare statunitense, ben presto l'area fu invasa da negozi, bar, ristoranti e case chiuse.
Verso la fine degli anni sessanta, Roppongi diventò famosa tra i giapponesi e gli stranieri per le discoteche, che attrassero a sé gran parte dell'alta società di Tokyo. Ad avvantaggiare tale successo contribuirono, seppur impropriamente, la presenza di numerose ambasciate e sedi aziendali straniere nell'area di Roppongi. Tuttavia, molte discoteche chiusero i battenti a causa della recessione che colpì il settore nel 1989.
Roppongi ebbe una forte ripresa economica nel 2002 e nel 2003, quando vennero ultimate le costruzioni dell'Izumi Garden Tower e delle Roppongi Hills.

## Attività
Il distretto comprende numerosi bar, night club, ristoranti e altre forme di intrattenimento, tra cui gli hostess club e i cabaret. Inoltre, la zona è frequentata abbondantemente da uomini d'affari e da militari.
In passato, Roppongi era nota per essere un distretto fortemente controllato dalla yakuza (la mafia giapponese), che si occupava degli affari presenti in zona, della gestione e della proprietà dei club e dei bar. Tuttavia, sebbene eserciti ancora una certa influenza, negli ultimi tempi la yakuza si è spostata da Roppongi per dedicarsi ad altre zone di Tokyo. Attualmente molti stabilimenti della zona sono gestiti da uomini di origine cinese e africana.

## Compagnie presenti
- Anderson Mori & Tomotsune
- GENCO
- Livedoor
- Rakuten
- TV Asahi
- Yahoo! Japan

Altre compagnie occidentali, inoltre, hanno i loro uffici giapponesi a Roppongi: tra queste le banche Credit Suisse, Goldman Sachs e Lehman Brothers, e le associazioni di avvocati Allen & Overy, Davis Polk & Wardwell, Orrick, Herrington & Sutcliffe e Skadden, Arps, Slate, Meagher & Flom.

## Stazioni ferroviarie e metropolitane
- Stazione di Roppongi (stazione metropolitana di Roppongi, sulla Linea Hibiya e la Linea Ōedo)
- Stazione di Roppongi-Itchōme (stazione metropolitana di Roppongi, sulla Linea Namboku)

## Galleria d'immagini

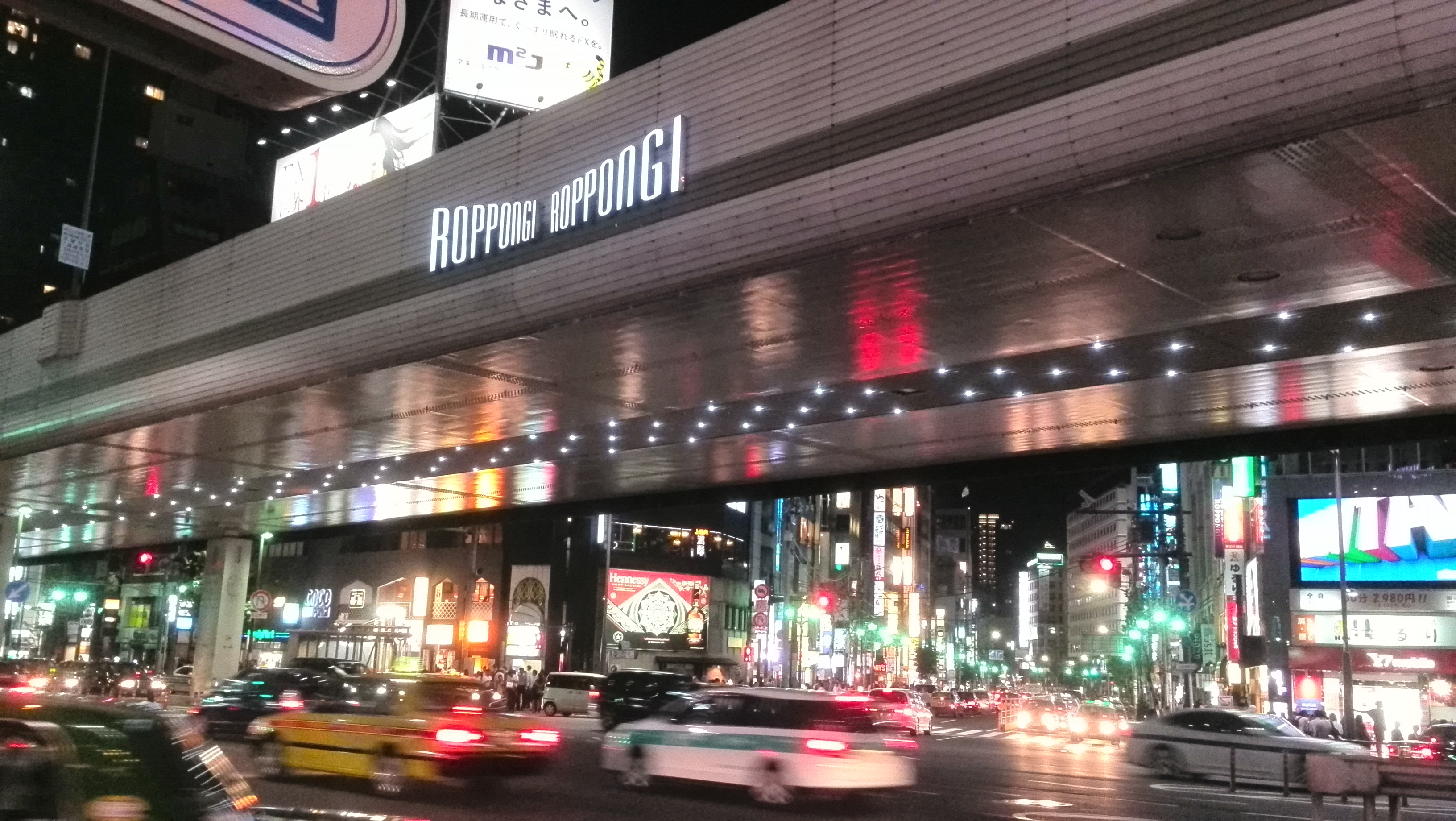
Roppongi di notte
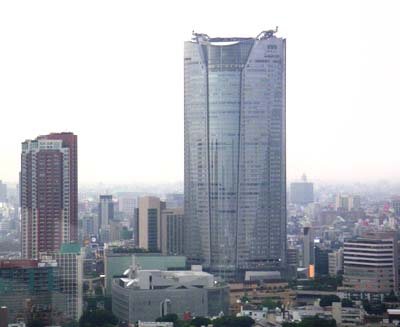
Roppongi Hills
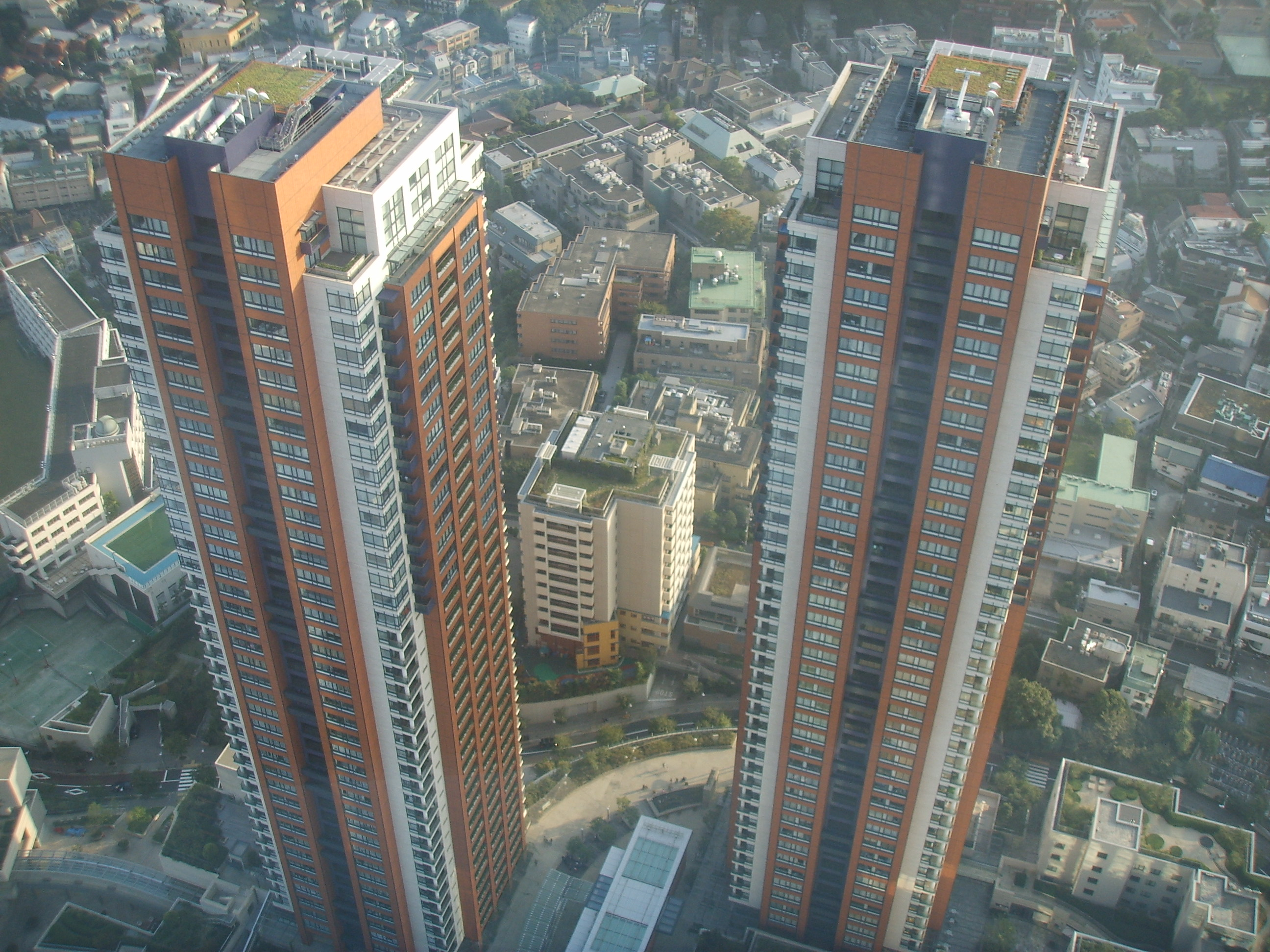
Vista del quartiere dal 52º piano di Roppongi Hills